# Pedostrangalia riccardoi
Pedostrangalia riccardoi är en skalbaggsart som beskrevs av Holzschuh 1984. Pedostrangalia riccardoi ingår i släktet Pedostrangalia och familjen långhorningar.
Artens utbredningsområde är Israel. Utöver nominatformen finns också underarten P. r. carmelita.